# Salvatore Morale
Salvatore Morale, född 4 november 1938 i Teolo i Padova, är en italiensk före detta friidrottare.
Morale blev olympisk bronsmedaljör på 400 meter häck vid sommarspelen 1964 i Tokyo., och europamästare på samma distans 1962.